# Ak Chin
Ak Chin è un census-designated place (CDP) degli Stati Uniti d'America della contea di Pima nello Stato dell'Arizona. La popolazione era di 30 persone al censimento del 2010.